# Patricia Schroeder
Pour les articles homonymes, voir Schroeder.
Patricia Schroeder, née le 30 juillet 1940 à Portland (Oregon) et morte le 13 mars 2023 à Celebration (Floride), est une femme politique américaine. 
Membre du Parti démocrate, elle est représentante du Colorado entre 1973 et 1997. Elle est la première femme du Colorado élue au Congrès des États-Unis.

## Biographie
En 1988, Patricia Schroeder est une candidate aux primaires démocrates pour l'élection présidentielle.

## Distinctions
- Elle est inscrite au National Women's Hall of Fame.